# Sterzing
Sterzing (Italiaans: Vipiteno) is een stad in de Italiaanse provincie Zuid-Tirol. Sterzing ligt in het Italiaanse gedeelte van het Wipptal en heeft circa 6.950 inwoners (2021).

## Geschiedenis
De geschiedenis van Vipiteno gaat terug tot in de bronstijd. In de Romeinse tijd heette het stadje "Vipitenum". In een document uit de vroege middeleeuwen (jaar 1108) wordt de naam "Stercengum" teruggevonden. Later wordt hier "Sterzing" van afgeleid. In de late middeleeuwen (15de eeuw) kwam de gemeente tot bloei. Men vond zilver en brons in de regio en dit zorgde voor meer welvaart en het verder ontwikkelen van de gemeente. De bekende klokkentoren "Torre delle dodici"-"Zwölferturm" (Toren van twaalf) werd ook in deze periode gebouwd. Tijdens de Eerste Wereldoorlog hadden de Engelsen en de Fransen Italië land beloofd in ruil voor hun militaire steun. Als gevolg kreeg Italië de regio Zuid-Tirol erbij in 1919. De plaats is officieel tweetalig (Duits ("Oostenrijks") en Italiaans) maar in de praktijk hoofdzakelijk Duitstalig (73% Duits, 26% Italiaans). 

## Geografie
Sterzing bevindt zich in de Stubaier Alpen, die voor een klein deel in het noorden van Zuid-Tirol liggen. De rivier de Eisack stroomt door Sterzing. De dichtstbijzijnde grotere stad is Bozen, ten zuidwesten van Sterzing. De stad heeft aan de Brennerspoorlijn aan de grens met Pfitsch een station Sterzing-Pfitsch - Vipiteno-Val di Vizze.
Sterzing ligt op 948 m hoogte, en is het eerste stadje aan de zuidkant van de Brennerpas.

### Fraktionen
De volgende Fraktionen maken deel uit van Sterzing:
- Ried (Novale)
- Sterzing (Vipiteno)
- Thuins (Tunes)
- Tschöfs (Ceves)

## Foto's

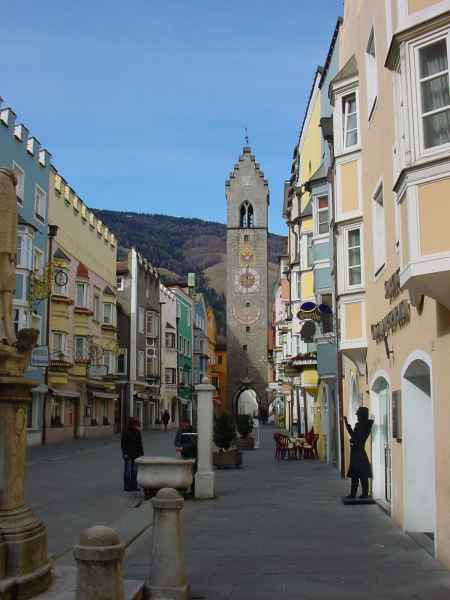
Toren: de Zwölferturm
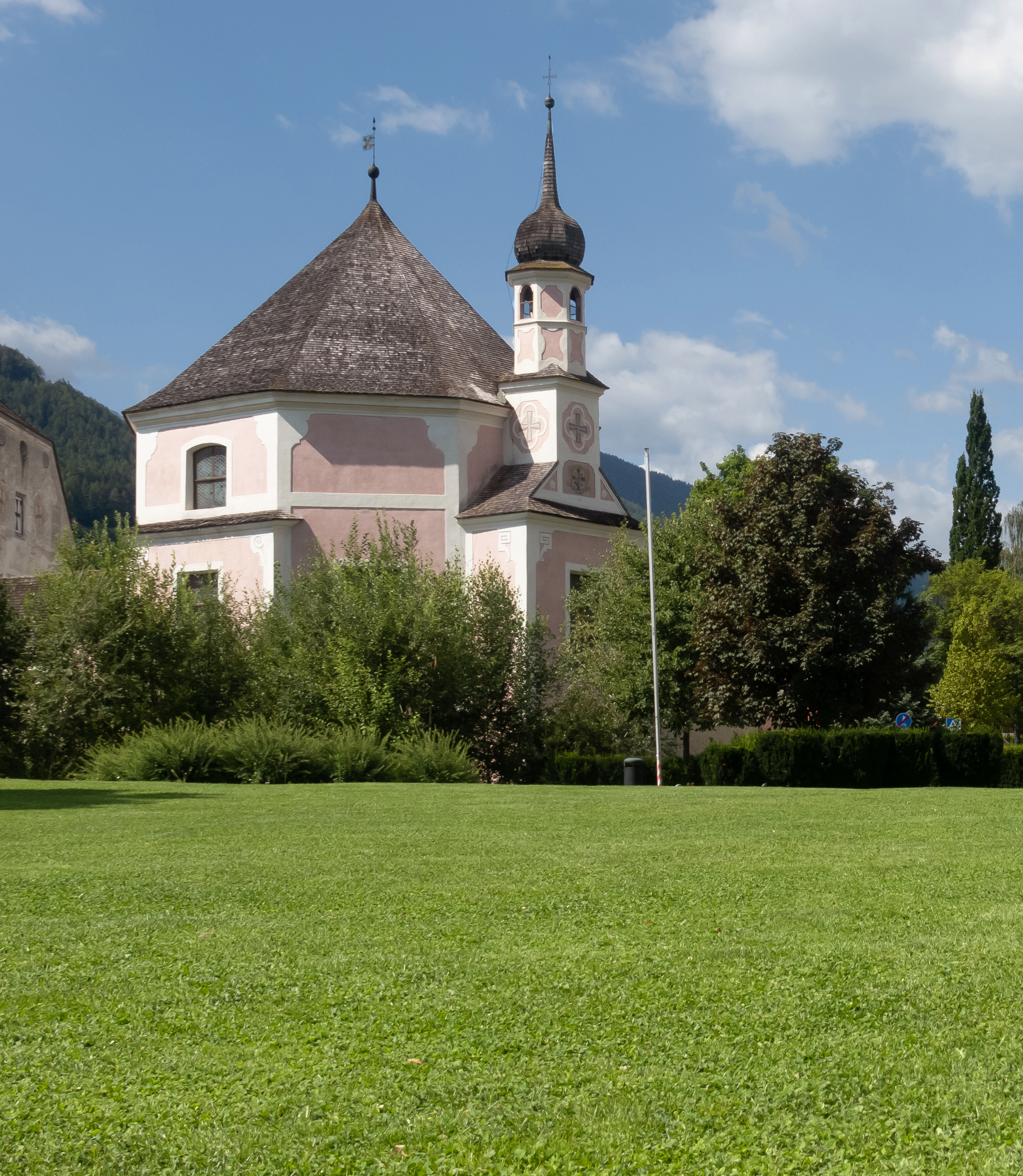
Kapel: die Elisabethkapelle
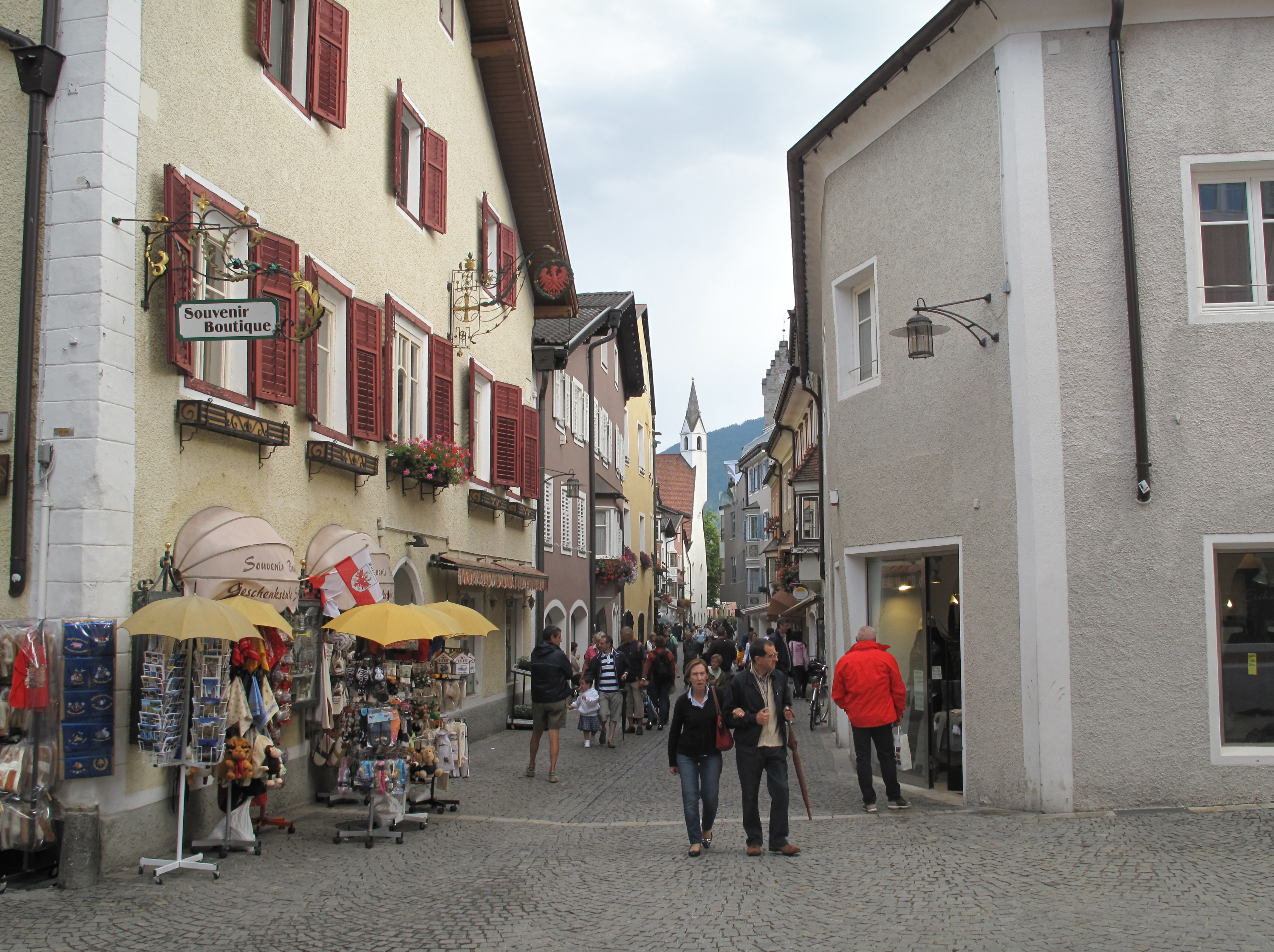
Neustadt (straat)
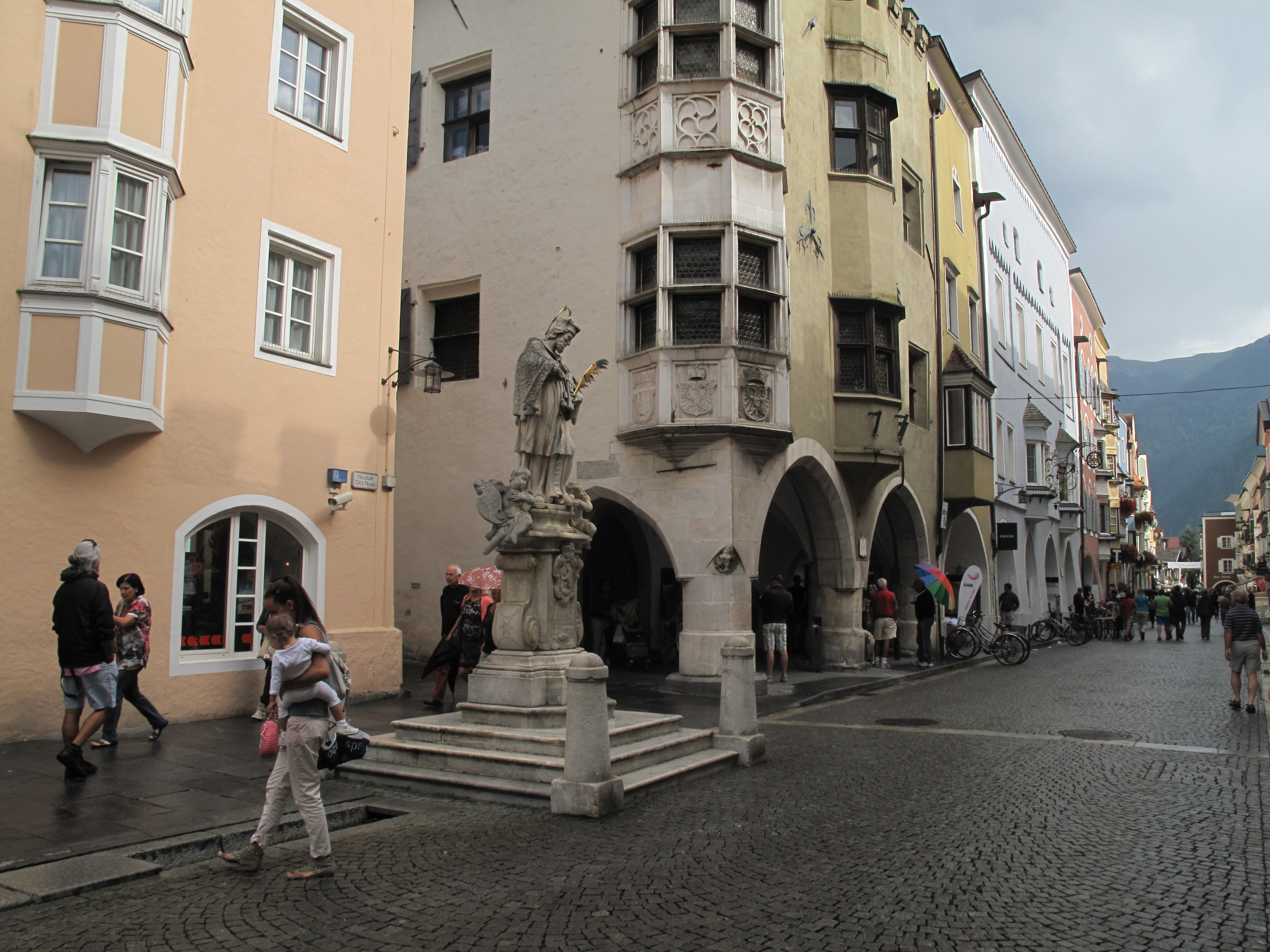
beeldhouwkunst op de Neustadt
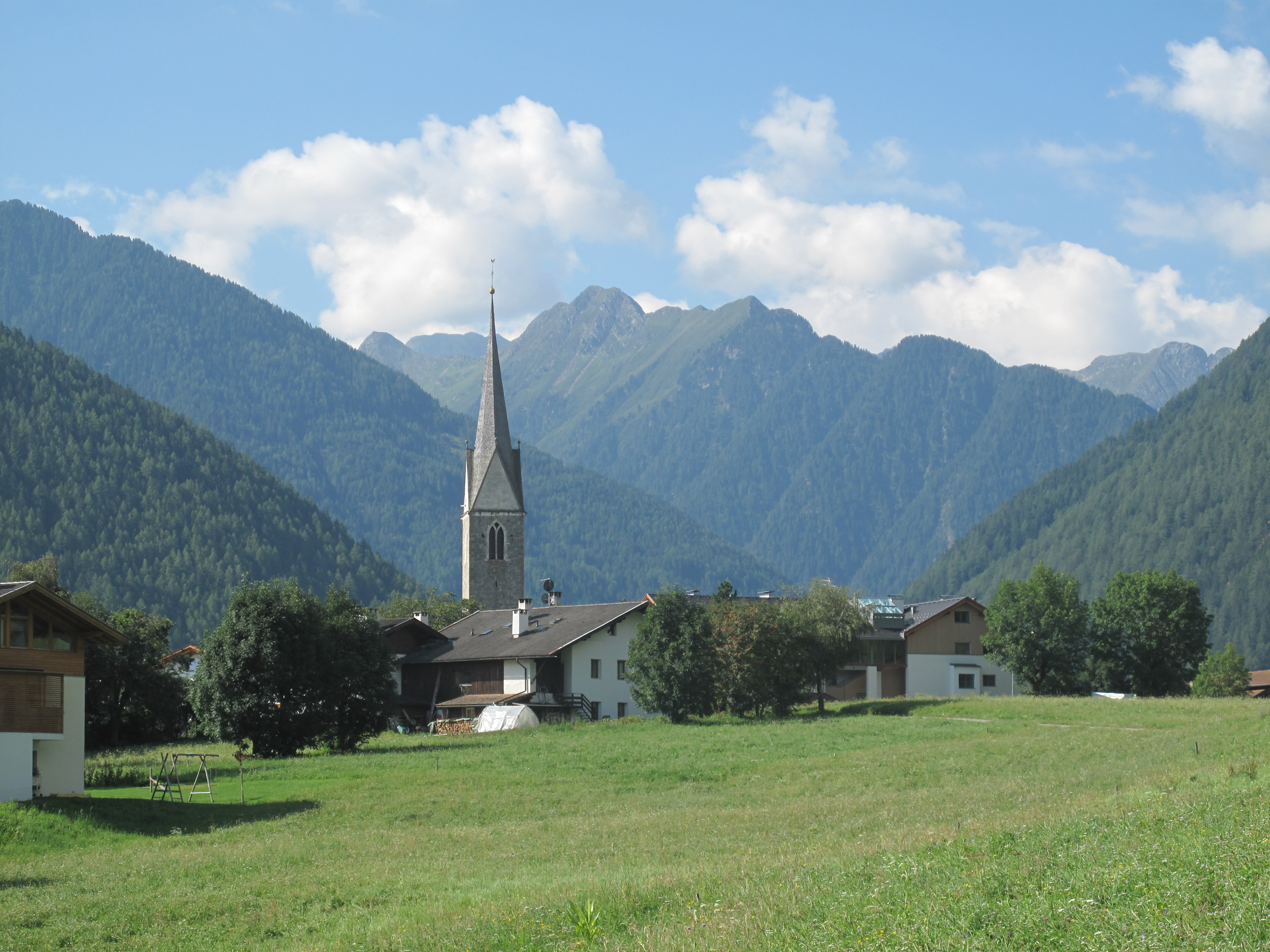
Thuins, kerktoren van de Sankt Jakobkirche

## Transport
De autosnelweg A22 loopt westelijk om het stadje heen.

## Toerisme
Er is in Sterzing veel fiets- en skitoerisme. Verder is de triomfboog van Sterzing vrij bekend, net zoals de middeleeuwse poort in het stadje. Sterzing is een gezellig stadje met mooie winkelstraten. In het centrum staat een gebouw met op veel plekken bladgoud. Ook dit gebouw lokt veel toeristen.

## Sport
In Sterzing werd in 2004 het wereldkampioenschap ijshockey Vrouwendivisie II gehouden. Verder wordt er door de toeristen veel aan fietsen en skiën gedaan.

## Geboren
- Josef Polig (1968), alpineskiër
- Patrick Staudacher (1980), alpineskiër
- Alex Schwazer (1984), snelwandelaar
- Federica Sanfilippo (1990), biatlete
- Tommaso Giacomel (2000), biatleet

Ried · Sterzing · Thuins · Tschöfs
Abtei/Badia · Ahrntal/Valle Aurina · Aldein/Aldino · Algund/Lagundo · Altrei/Anterivo · Andrian/Andriano · Auer/Ora · Barbian/Barbiano · Bozen/Bolzano · Branzoll/Bronzolo ·  Brenner/Brennero · Brixen/Bressanone · Bruneck/Brunico · Burgstall/Postal · Corvara/Corvara in Badia · Deutschnofen/Nova Ponente · Eppan an der Weinstraße/Appiano sulla strada del vino · Feldthurns/Velturno · Franzensfeste/Fortezza · Freienfeld/Campo di Trens · Gais · Gargazon/Gargazzone · Glurns/Glorenza · Graun im Vinschgau/Curon Venosta · Gsies/Valle di Casies · Hafling/Avelengo · Innichen/San Candido · Jenesien/San Genesio Atesino · Kaltern an der Weinstraße/Caldaro sulla strada del vino · Karneid/Cornedo all'Isarco · Kastelbell-Tschars/Castelbello-Ciardes · Kastelruth/Castelrotto · Kiens/Chienes · Klausen/Chiusa · Kuens/Caines · Kurtatsch an der Weinstraße/Cortaccia sulla strada del vino · Kurtinig an der Weinstraße/Cortina sulla strada del vino · Laas/Lasa · Lajen/Laion · Lana · Latsch/Laeces · Laurein/Lauregno · Leifers/Laives · Lüsen/Luson · Mals/Malles Venosta · Marebbe/Enneberg · Margreid an der Weinstraße/Magrè sulla strada del vino · Marling/Marlengo · Martell/Martello · Meran/Merano · Mölten/Meltina · Montan/Montagna · Moos in Passeier/Moso in Passiria · Mühlbach/Rio di Pusteria · Mühlwald/Selva dei Molini · Nals/Nalles · Naturns/Naturno · Natz-Schabs/Naz-Sciaves · Neumarkt/Egna · Niederdorf/Villabassa · Olang/Valdaora · Partschins/Parcines · Percha/Perca · Pfalzen/Falzes · Pfatten/Vadena · Pfitsch/Val di Vizze · Plaus · Prad am Stilfserjoch/Prato allo Stelvio · Prags/Braies · Prettau/Predoi · Proveis/Proves · Rasen-Antholz/Rasun-Anterselva · Ratschings/Racines · Riffian/Rifiano · Ritten/Renon · Rodeneck/Rodengo · Salurn/Salorno · Sand in Taufers/Campo Tures · Sankt Leonhard in Passeier/San Leonardo in Passiria · Sankt Lorenzen/San Lorenzo di Sebato · Sankt Martin in Passeier/San Martino in Passiria · St. Martin in Thurn/San Martino in Badia · Sankt Pankraz/San Pancrazio · St. Christina in Gröden/Santa Cristina Valgardena · St. Ulrich/Ortisei · Sarntal/Sarentino · Schenna/Scena · Schlanders/Silandro · Schluderns/Sluderno · Schnals/Senales · Sexten/Sesto · Sterzing/Vipiteno · Stilfs/Stelvio · Taufers im Münstertal/Tubre · Terenten/Terento · Terlan/Terlano · Tiers/Tires · Tirol/Tirolo · Tisens/Tesimo · Toblach/Dobbiaco · Tramin an der Weinstraße/Termeno sulla strada del vino · Truden im Naturpark/Trodena nel parco naturale · Tscherms/Cermes · Ulten/Ultimo · Unsere Liebe Frau im Walde-St. Felix/Senale-San Felice · Vahrn/Varna · Villanders/Villandro · Villnöß/Funes · Vintl/Vandoies · Völs am Schlern/Fiè allo Sciliar · Vöran/Verano · Waidbruck/Ponte Gardena · Welsberg-Taisten/Monguelfo-Tesido · Welschnofen/Nova Levante  · Wengen/La Valle · Wolkenstein in Gröden/Selva di Val Gardena
1. ↑  https://demo.istat.it/?l=it.